# Коган, Артур Михайлович
Арту́р Михайлович Ко́ган (род. 29 января 1974, Черновцы) — израильский шахматист, гроссмейстер (1998).

## Биография
Родился в Черновцах, Украина. Его семья репатриировалась в Израиль когда Артуру было 2 года. В Израиле он прожил более 20 лет. В настоящее время живёт в Таррагона, Испания. Он также жил во Франции, Праге, Швейцарии, Любляне (Словения) и Будапеште.
В 1981-89 гг. побеждал на городских первенствах в Бат-Яме, Холоне, Ришон-ле-Ционе, Петах-Тикве. Победитель командного чемпионата Чехии (1995/1996) в составе клуба «Dům armády Prague».
Среди других турниров, он выиграл:
- 1991 Биль
- 1994 Кечкемет
- 1996 Formie
- 1996 Флиссинген
- 1996 Сас Ван Гент-опен (Голландия)
- 1996 Ischia (Италия)
- 1998 Любляна (Словения)
- 1998 Pyramiden Кубок (Германия)
- 1999 Любляна
- 2000 Almassora (Испания)
- 2000 Cutro Открытый (Италия)
- 2000 Квебек-опен
- 2001 Скандинавия-опен
- 2001 Salou Коста Dorada (Испания)
- 2002 Генуя (Италия)
- 2005 Париж-опен
- 2005 Tarragona-опен
- 2006 Ашдод-опен

## Семья
С 2003 года женат на Татьяне Плахиновой (международный мастер среди женщин). У пары есть дочь Каролина (род. 2004).

## Изменения рейтинга
| Графики недоступны из-за технических проблем. См. информацию на Фабрикаторе и на mediawiki.org. |